# Rail4chem

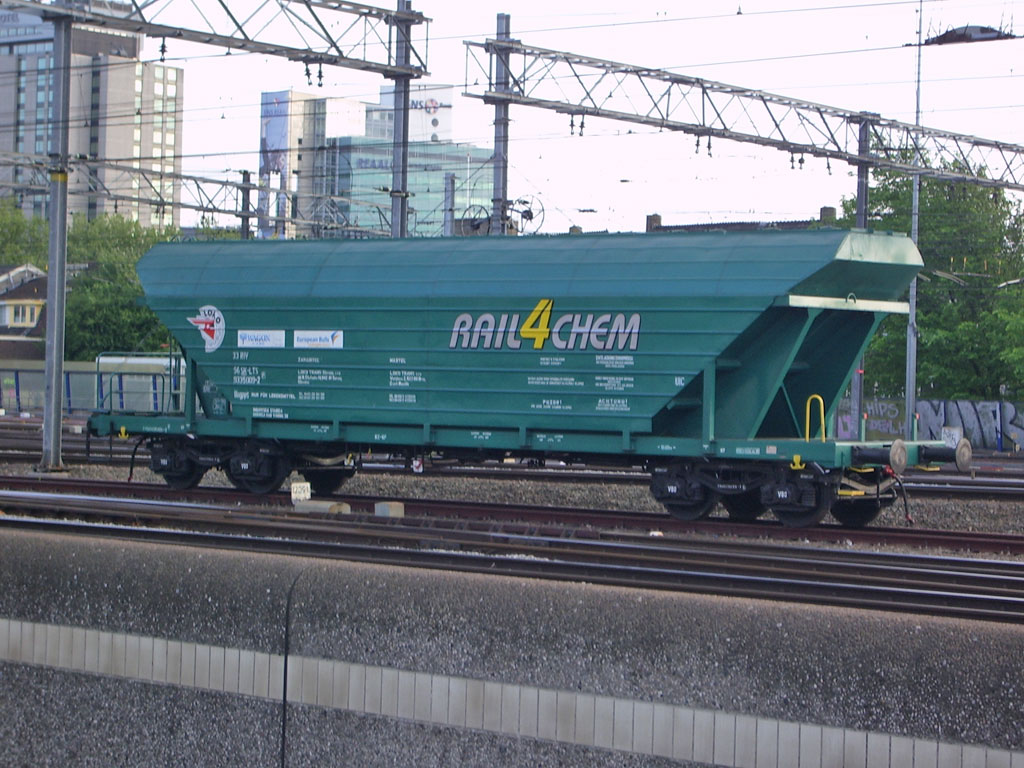
Graanwagen van Rail4chem.

Rail4chem (R4C) was een Duitse spoorwegonderneming die goederen vervoerde. Zij is opgericht in 2000 door een Zwitserse en drie Duitse chemische en logistieke bedrijven, namelijk BASF AG uit Ludwigshafen, VTG AG en Hoyer-Gruppe beide uit Hamburg en het Zwitserse Bertschi uit Dürrenäsch. Alle vier de bedrijven hadden elk 25 procent van de aandelen in Rail4Chem. Rail4Chem reed vooral treinen over lange (ook internationale) afstanden. Het bedrijf was in de volgende landen toegelaten: Duitsland, Nederland, Zwitserland, België en Frankrijk. Samen met andere buitenlandse vervoerders had Rail4chem een aandeel in European Bulls, een alliantie van spoorvervoerders. In 2008 hebben Rail4Chem en de vier aandeelhouders het bedrijf verkocht aan Veolia Transport.
Rail4chem gebruikte elektrische- en diesellocomotieven. De treinen van Rail4chem waren herkenbaar aan de kleuren groen en geel. In Nederland werden tot de opening van de Betuweroute alleen diesellocomotieven ingezet.

## Rail4chem Benelux
Na het faillissement van Shortlines richtte Rail4Chem in 2004 een nieuw dochterbedrijf op: Rail4Chem Benelux, dat de activiteiten van Shortlines van dat moment overnam. Rail4chem Benelux vervoerde voornamelijk containers vanuit de haven van Rotterdam Europa in maar hield zich ook bezig met graanvervoer, onder andere in wagens die eigendom zijn van Rail4Chem (zie foto).
Rail4Chem heeft in het verleden ook het rangeren van de autoslaaptreinen rond station 's-Hertogenbosch verzorgd.
Rail4chem reed ook de "mobiele pijplijn" tussen de BASF-vestigingen van Antwerpen en Ludwigshafen.

## Verkoop van Rail4Chem
Op 20 februari 2008 hebben Rail4Chem en de aandeelhouders een gezamenlijk persbericht naar buiten gebracht met de mededeling hun aandelen voor € 80.000.000 te hebben verkocht aan Veolia Transport in Parijs waarbij Rail4Chem zal worden ondergebracht in Veolia Cargo. De naam Rail4Chem bleef echter wel op de voertuigen staan.
Op 12 januari 2009 maakte Veolia Environnement bekend dat Veolia Cargo voor € 103.000.000 is verkocht aan Transport Ferroviaire Holding (van de SNCF Groep) en de Eurotunnel Group. Eurotunnel gaat Veolia Cargo's zaken in Frankrijk uitvoeren en Transport Ferroviaire Holding die in Duitsland, Nederland en Italië.
Op 12 februari 2010 lanceerde SNCF Geodis een nieuw merk, Captrain, voor alle internationale railgoederenvervoeractiviteiten. De oprichting van Captrain is een logische stap na een aantal overnames en bevestigt het doel van SNCF Geodis om zijn verschillende internationale activiteiten te integreren. Onder de merknaam Captrain werden verschillende regionale organisaties opgezet. Voor de Benelux zijn dit de gezamenlijke activiteiten van SNCF Fret Benelux, Veolia Cargo België, Veolia Cargo Nederland en ITL Benelux.